# جیرفتی (کمنزیل)
جیرفتی یا مرغ جیرفتی (کمنزیل) (نام علمی: Francolinus pondicerianus)، پرندهای بومی جنوب شرق ایران جیرفت است. از نظر ظاهری جنس نر و مادهٔ این پرنده شبیه به هم بوده ولی جنس نر کمی بزرگتر است. طول بدن این پرنده حدوداً ۳۰ سانتیمتر است. رنگ این پرنده قهوه‌ای است. زیستگاه این پرنده در دشت‌ها و در کنار درختچه‌ها و بوته‌زارهای گز و زمین‌های کشاورزی‌ست. مرغ‌های جیرفتی، عموماً از دانه‌های گیاهان، سرشاخه‌ها و حشرات و نرم‌تنان زیرخاک تغذیه می‌کنند. این پرنده لانهٔ خود را در زیر بوته‌ها و درختچه‌ها برای دور ماندن از خطر شغالها و روباهها می‌سازد. مرغ جیرفتی در هر بار تخم‌گذاری، میان ۴ تا ۸ تخم می‌گذارد. نام گذاری این پرنده به دلیل صدای جیرفت جیرفتی که از خود درمی‌آورد به مرغ جیرفتی مشهور شده‌است.
جیرفتی (کمنزیل) ۳۰ سانتیمتر طول دارد. نر و ماده همشکل، سطح پشتی قهوه‌ای مایل به خاکستری با خطوط موجدار خرمائی نخودی است که در وسط هریک از پرها نقش صلیب مانندی به رنگ سفید دیده می‌شود. سطح شکمی این پرنده نخودی کمرنگ با راه‌راه عرضی باریک به رنگ قهوه‌ای است. تارک و پس گردنش قهوه‌ای است و پیشانی و نوار بالای چشم خرمائی رنگ دارد. چانه و گلویش نخودی کمرنگ است با حاشیه قهوه‌ای پرهای کناری دم از خرمائی تا تقریباً سیاه متغیر می‌باشد. پاهایش سرخ‌رنگ است و رفتارش شبیه دراج، ولی روی بوته‌ها یا درختچه‌ها می‌نشیند.

## تغذیه
مرغ جیرفتی عموماً به صورت جفت یا جفت همراه با جوجه‌ها حرکت کرده و ضمن تغذیه از دانه‌ها، سرشاخه‌ها و سایر مواد غذایی گیاهی، به زمین نوک زده و از حشرات و نرم‌تنان استفاده می‌کنند.

## رفتار
هنگامی که این پرندگان بترسند، ابتدا سریعاً راه رفته و در صورت نزدیک شدن خطر، به‌طور ناگهانی پرواز کرده و با بال زدن شدید خود را از خطر دور کرده و فوراً به صورت بال باز پرواز کرده و خود را به زمین رسانده و تا رسیدن به محل امن بر روی زمین می‌دود.
آشیانه را در زیر بوته‌ها به‌شکلی مخفی و دور از دسترس روباه و شغال می‌سازد و در آن ۴ تا ۸ تخم به رنگ زرد کدر یا کرم رنگ می‌گذارد.